# Tyrosin
Tyrosin (også Tyr eller Y) er en α-aminosyre der bruges af celler i biosyntese af proteiner. Den findes i to enantiomere former, L- og D-formerne, hvoraf kun L-formen findes naturligt. Tyrosin har en fenol-sidekæde med en hydroxylgruppe. Tyrosin har tre aromatiske strukturelle isomerer: para-Tyr, meta-Tyr og orto-Tyr. Kun den førstnævnte, para-Tyr, produceres ved enzymatisk hydroxylering af L-fenylalanin. De to andre isomerer kan dannes ved reaktioner med frie radikaler, oxidativt stress.
Tyrosin spiller en rolle i signalering i cellen, da den kan fosforyleres af proteinkinaser. En sådan fosforylering påvirker nogle enzymers funktion. Den fosforylerede form kaldes af og til for fosfotyrosin.
Tyrosin kan ikke syntetiseres fuldstændig i dyr, selvom den kan dannes ved hydroxylering af Phe (fenylalanin) når denne aminosyre findes i overskud. Den dannes i planter og de fleste mikroorganismer fra prefensyre.